# صلاح عبد الشافي
صلاح الدين حيدر محي الدين عبد الشافي (وُلد في 29 أغسطس 1962 في غزة) اقتصادي ودبلوماسي فلسطيني، كان سفيرًا لدولة فلسطين لدى السويد، ولاحقًا لدى ألمانيا، ويشغل حاليًا منصب سفير دولة فلسطين لدى النمسا والمراقب الدائم لدى الأمم المتحدة في فيينا، وسفير دولة فلسطين غير المقيم لدى سلوفينيا، وكرواتيا. كان والده القائد السياسي الفلسطيني حيدر عبد الشافي.

## حياته
عُين عام 2005 مفوضًا لدولة فلسطين لدى السويد، وفي عام 2006 قدم أوراق اعتماده واستمر في المنصب حتى عام 2010، حيث صار في 18 أغسطس 2010 سفيرًا لدولة فلسطين لدى ألمانيا حتى عام 2013.
في 1 أكتوبر 2013، عُين سفيرًا لدولة فلسطين لدى النمسا، وفي 24 أكتوبر 2013 قدم أوراق اعتماده إلى الرئيس النمساوي.
وفي 17 أكتوبر 2014، قدم عبد الشافي أوراق اعتماده سفيرًا غير مقيمًا لدى جمهورية سلوفينيا إلى رئيس الجمهورية، حيث يُعد السفير الفلسطيني الأول بعد رفع الجمهورية للتمثيل الدبلوماسي الفلسطيني لديها.
في 15 أكتوبر 2021، سلّم أوراق اعتماده إلى وزير الخارجية والشؤون الأوروبية الكرواتي غوردان غريليتش رادمان سفيرًا غير مقيم لدولة فلسطين لدى كرواتيا.

## روابط خارجية
- صلاح عبد الشافي على موقع IMDb (الإنجليزية)